# Estádio Navegantão
Estádio Navegantão – stadion w Tucuruí, Pará, Brazylia, na którym swoje mecze rozgrywa klub Tucuruí AC.